# Craig Xen
Craig J. Gordwin (ur. 24 października 1994 w Houston), zawodowo znany jako Craig Xen – amerykański raper i autor tekstów, najbardziej znany ze współpracy z XXXTentacion i hiphopowym kolektywem Members Only.

## Wczesne życie
Gordwin urodził się 24 października 1994 roku w Houston w Teksasie. Wychowywał się w rodzinie chrześcijańskiej i uczęszczał do katolickiej szkoły. W wywiadzie z Adamem22 w lutym 2016 roku stwierdził, że wychowywała go samotnie matka, podczas gdy jego ojciec siedział w więzieniu. Gordwin zaczął rapować, gdy miał 6 lat, robił to wraz ze swoim kuzynem. Dorastał słuchając Screwed Up Click, Green Day, Linkin Park, Eminema i Lil B, z których ten ostatni był jedną z jego największych muzycznych inspiracji. Xen w jego pseudonimie scenicznym, (dawniej Zen), pochodzi z czasów, gdy był w szkole średniej, interesował się wtedy duchowością, używał halucynogenów i praktykował medytację.

## Kariera
Craig Xen wydał swoją pierwszą piosenkę „HDAB” w kwietniu 2013 roku na SoundCloud; utwór zawierał gościnny udział jego kuzynki Kay Rillo. W 2015 roku, zanim dołączył do Members Only, był członkiem kolektywu Schemaposse, w skład którego wchodzili raperzy JGRXXN, Lil Peep i Ghostemane, jednak grupa się rozwiązała. W lutym 2016 roku wydał piosenkę „Good Fellas” z udziałem Pouyi i Shakewella.
W 2016 roku Craig Xen dołączył do hiphopowego kolektywu Members Only, który pierwotnie był duetem tylko pomiędzy XXXTentacion i Ski Mask the Slump Godem. Xen pojawił się w 4 utworach z mixtape'u Members Only, Vol. 3, który został wydany 26 czerwca 2017 r. Debiutancki album kolektywu, Members Only, Vol. 4, został wydany 23 stycznia 2019 roku przez Empire. Projekt zadebiutował na 18. miejscu listy Billboard 200, a Craig Xen pojawił się w 8 utworach.
W 2016 roku Xen wydał kilka piosenek, takich jak „Death to He Who Cross Me”, „Six Men, One Casket” i „Blueberry Lemonade” z udziałem Lil Peepa i Nedarba. Craig Xen pojawił się na singlu XXXTentacion „I Wonder If Bloods Watch Blues Clues”. Kolejny ich wspólny singel „Crucify Thy Infant, Son of Whore” został wydany w maju 2017 roku. Jego pierwszy album studyjny, Voltage, został wydany przez wytwórnię Cruel World w październiku 2017 r. Jego drugi album studyjny, Hell Bent, został wydany w maju 2018 r. przez Empire z popularnymi wspierającymi krążek singlami takimi jak „Killa” z udziałem Yung Bans lub „Murder” z udziałem Wifisfuneral.
Craig Xen pojawił się u boku Lil Skiesa w piosence Lil Gnara „Death Note” która uzyskała certyfikat złota w USA. Teledysk do utworu został wyreżyserowany przez Cole’a Bennetta i został opublikowany na kanale Lyrical Lemonade w serwisie YouTube 4 czerwca 2019 roku. Pierwsza EPka Craiga Xena, Broken Kids Club, została wydana w czerwcu 2019 roku przez Cruel World i Empire. Projekt wspierany był utworami „Run it Back!” z XXXTentacion i „Stain” z udziałem Ski Mask the Slump God i Smokepurpp'a. Teledysk do piosenki z ów projektu „Cry Baby, Cell 17” w reżyserii JMP został opublikowany 17 lipca 2019 r., a kolejny teledysk do piosenki „Run it Back!”, również wyreżyserowany przez JMP, ukazał się 30 lipca 2019 roku. Craig Xen pojawił się w piosence „The Only Time I Feel Alive” z pośmiertnego albumu XXXTentacion Bad Vibes Forever, który ukazał się w grudniu 2019 roku.

## Dyskografia

### Albumy studyjne
- Voltage (2017)
- Hell Bent (2018)

- Members Only, Vol. 4 (2019) z Members Only
- Why (2020)

### Mixtapes[edit source]
- Infinite ☥ Militia (2015) z Kay Rillo
- CHAPTER ONE – ENTER REALM (2015) z GG Neeks
- CHAPTER TWO – THE ORACLE (2015) z GG Neeks
- Decay (2015)
- Brute (2015)
- Xen (2015)
- DARKWATER (2015)
- 5 ★ THREAT (2015)
- Resilient (2016)
- Waist Deep (2016)
- Revelation (2016)
- Martyr (2016)
- Members Only, Vol. 3 (2017) z Members Only
- PROTECT ME FROM MYSELF (2019)

### EP
- Broken Kids Club (2019)
- God is Watching (2020)

### Single
- Bare Flesh (2016)
- Voltage (2016)
- Succubus (2016)
- Chopstix (2018)
- Stain (2018)
- Run It Back! (2019) z XXXTentacion